# تورمارتون
تورمارتون (به انگلیسی: Tormarton) یک روستا و محله مدنی در بریتانیا است که در گلاسترشر جنوبی واقع شده‌است. تورمارتون ۳۴۸ نفر جمعیت دارد.